# Долина на царете
| Положение на долината сред възвишенията на Тива, западно от Нил, октомври 1988 (червената стрелка показва локацията) |  | Долината на царете, Луксор |
| Положение на долината сред възвишенията на Тива, западно от Нил, октомври 1988 (червената стрелка показва локацията) |  | Долината на царете, Луксор |

Долината на царете (на арабски: وادي الملوك, произнася се Уади ел-Мулук) е долина в Египет, където са гробниците (хипогеи) на фараоните от Новото царство – от Осемнадесета до Двадесета династия.
Долината е използвана от около 1539 г. пр.н.е. до 1075 г. пр.н.е. и в нея има 62 гробници, като първата (най-старата) е на Тутмос I (открита през 1899 г.) и от Тутмос III, с изключение на Ехнатон, всички фараони от Осемнадесета, Деветнадесета и Двадесета династия са погребвани тук. Последната гробница е на Рамзес X или XI.
В Долината на царете са погребани жените и децата на фараоните и на благородниците. По време на царуването на Рамзес I започва изграждането на Долината на цариците, но въпреки това някои царици все още продължават да бъдат погребвани заедно със съпрузите си.
Името на долината на арабски означава „Вратите на Царете“ и се отнася за вратите, които завинаги затварят гробниците.
Първото откритие на съвременната археология е находката на Хауърд Картър на 4 ноември 1922 – той открива гробницата на Тутанкамон. Тази гробница е първата открита гробница, почти незасегната от грабителите на гробници.
Няколко души от археологическия екип на Картър и по-късни изследователи се разболяват (хващат местен вирус с храната или животните, най-вече чрез насекомите), което води до днешната легенда за „Проклятието на фараоните“.
| G41 | G1 | Aa1 · r | pr | O29 · mDAt | A50 | s | y · mDAt | G7 | N35 | C11 | Z2 · N35 | M4 | M4 | M4 | t · Z2 · N35 | O29 · pr · pr | G7 | S34 | U29 | s | D2 · Z1 | R14 | t · t | N23 · Z1 · N35 | R19 | t · O49 | G7 |

| G41 | G1 | Aa1 · r | pr | O29 · mDAt | A50 | s | y · mDAt | G7 | N35 | C11 | Z2 · N35 | M4 | M4 | M4 | t · Z2 · N35 | O29 · pr · pr | G7 | S34 | U29 | s | D2 · Z1 | R14 | t · t | N23 · Z1 · N35 | R19 | t · O49 | G7 |

## Гробници
Всичките 62 гробници в долината, които носят име от KV1 до KV62 (KV на английски – Kings' valley). От всички гробници, само 25 са идентифицирани като царски гробници. Останалите или още не са идентифицирани, или принадлежат на високопоставени служители. От царските гробници, две принадлежат на управлявалите в Египет царици Хатшепсут и Таузерт.
Гробница KV5, най-голямата в долината, е била издълбана за децата на Рамзес II. Скорошни открития позволяват да се предположи, че в нея има около 150 зали.
Върхът, който се издига над Долината е легендарното обиталище на богинята Мерт-Сежер, покровителката на занаятчийското селище Деир ел-Медина. Жителите на селото са тези, които са дълбаели гробници на царете си. На арабски, този връх се нарича al-Qurn (рог).
В Долината на царете са били погребвани и животни. Открити са три гробници, в които са погребани мумии на животни.
Качеството на скалите в Долината е различно. Гробниците са издълбани в различни слоеве камък. Това е голям проблем за днешните археолози, които се грижат за запазването им. Най-голям проблем представляват слоевете от шисти, които увеличават обема си при контакт с вода. Тази особеност е разрушила много гробници по време на ежегодните приливи на Нил.
Вижте също: Гробници в Долината на царете

## Ограбване на гробници
Всички гробници в Долината на царете са били ограбвани в древността. Противно на вярванията, дори гробницата на Тутанкамон не е била пропусната от грабителите. Предполага се, че вратата на гробницата е насилвана два пъти, но грабителите са били прогонени и не са успели да изнесат голяма част от съкровищата. Другите хипогеи не са имали късмета да бъдат забравени и днес археолозите намират вътре само дребни предмети без особена стойност, които не са представлявали интерес на крадците.
Размерът на погребалните богатства на фараона Тутанкамон, на когото всички историци приписват кратко и почти незапомнено царуване, дава възможност да се предполага, че богатствата, погребвани с по-значимите за историята фараони са били значително по-големи.
Долината е обградена от високи и стръмни скали, които представляват естествена бариера, и в древността е била силно охранявана от елитна войска (меджай) още от началото на употребата ѝ. Около 1090 г. пр.н.е. (годината на хиената), при началото на управлението на Рамзес XI започва гражданска война, която води до увеличаване броя на грабителите на гробници. По тази причина долината спира да се използва за погребения още същата година. Разкъсването на страната и политическата ѝ нестабилност по време на Третия преходен период стават причина в Долината да се появи организирано ограбване на скъпоценности. Някои исторически документи дори посочват, че това се е случило още при управлението на Рамзес XI.
Всички гробници са били отворени, скъпоценните предмети са били извадени, а мумиите, заедно с техните саркофази, са били събрани в два големи склада – в единия, известен като Склада на Деир ел-Бахари, е имало 40 царски мумии, а в другия, в гробницата на Аменофис II, са съхранявани останалите 16.
Вижте също: Ограбване на гробници в Древен Египет.

## Туризъм
Гробниците са туристическа атракция още от времето на Древна Гърция и Древен Рим.
Днес повечето гробници са затворени за посетители от съображения за запазване на археологическите богатства. Предполага се, че големият брой туристи би удвоил нивото на влагата в гробниците.